# Dominique Natanson
Pour les articles homonymes, voir Natanson.
Dominique Natanson, né le 16 novembre 1951 à Cherbourg, est un pédagogue, un écrivain et un militant antiraciste français.

## Biographie
Dominique Natanson est le fils du professeur Jacques Natanson et de la psychanalyste Madeleine Natanson, et le neveu du poète Daniel Lefèvre[réf. nécessaire].
Il est né après la guerre dans une famille marquée par la déportation et le génocide des Juifs par l'Allemagne nazie. Son grand-père, Aron Natanson, juif roumain arrivé en France dans les années 1920, était libraire à Paris. Sa tante âgée de 13 ans, Miryam (Mireille) Natanson a été arrêtée en même temps qu’Aron Natanson, le 23 septembre 1942. Ils ont été déportés deux jours plus tard par le convoi n°37 et assassinés à Auschwitz. D’autres membres de la famille Natanson ont été victimes, à la fin de la guerre, de la barbarie nazie (fusillé, suicidés). Durant cette période, Jacques Natanson, son père, est caché par des moines dominicains .
Cette histoire marque Dominique Natanson qui devient l'un des pédagogues de la Shoah en France et dont le ressort de l’activité politique est l’antiracisme.

## Enseignant et pédagogue

### Enseigner la Shoah
Professeur d’histoire, il enseigne à Cuffies dans un collège de l’Aisne qui porte, à son initiative, le nom d’un enfant juif déporté et assassiné à Auschwitz, Maurice Wajsfelner ; puis au lycée Gérard de Nerval de Soissons. Il devient formateur d’enseignants dans l’Académie d’Amiens et formateur de formateurs. Il forme des enseignants à l’enseignement de la Shoah, amène des groupes de lycéens à Auschwitz et mène une réflexion sur les conditions pour rendre utile une telle démarche. Selon Le Café pédagogique, il a une vision constructiviste du travail de mémoire, terme qu'il préfère à celui de devoir de mémoire. Sa démarche mémorielle est évoquée par André Weill dans Le Marchant de bonheur à pied d'Auschwitz à Jérusalem, en 2008.
En 1992, il publie La Mémoire juive en Soissonnais, écrit avec ses élèves, et reçoit le Prix Corrin contre l’oubli et la banalisation de la Shoah,,.

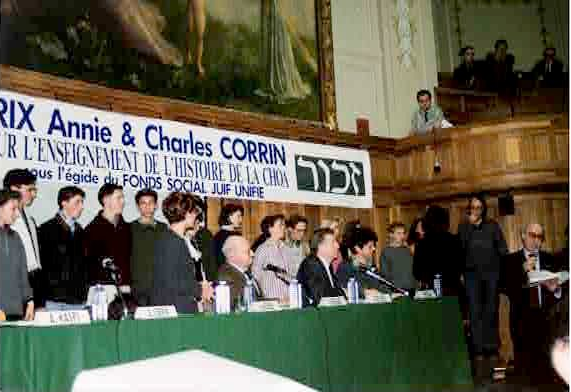
Remise du Prix Corrin à Dominique Natanson, dans l'amphithéâtre de la Sorbonne, Paris, janvier 1993.

En 1997, dans le but de contrer le négationnisme,, il crée le site internet Mémoire Juive & Éducation dans lequel il répond aux questions posées par des adolescents sur la déportation et le génocide. Selon Le Café pédagogique, c'est « un site qui fait référence sur la pédagogie de la Shoah »,. Il publie J'enseigne avec l'Internet la Shoah et les crimes nazis, « un ouvrage destiné à présenter aux enseignants la manière d'aborder la question de la Shoah avec Internet comme outil de mémoire ». Il souhaite « transmettre par l’école : à la fois, la connaissance précise du génocide, des mécanismes du meurtre de masse, et, en même temps, cette brûlure, cette indicible meurtrissure de tout être humain confronté à la Shoah ».

### Autres aspects pédagogiques
Selon Le Café pédagogique, « Dominique Natanson est connu des enseignants d'histoire. Il est l'auteur de du cédérom « J'ai vécu au XVIIIe siècle » qui permet un véritable apprentissage du métier d'historien dès le collège. »
Collaborant à la revue Les Cahiers Pédagogiques, il se situe dans le courant de la pédagogie institutionnelle. « Pour évaluer les progrès de ses élèves, Dominique Natanson se sert de « l'évaluation par ceintures » qui vient de Fernand Oury et de la Pédagogie institutionnelle, dans le prolongement de la pédagogie de Célestin Freinet »,. Il écrit sur le travail de groupe qu’il pratique. 
Avec Marc Berthou, il réfléchit à la pratique du jeu pédagogique, dans Jouer en classe en collège et en lycée, dans l'esprit d'une pédagogie du détour[Quoi ?].

## Écrivain
Jeune, il publie quelques poèmes et des nouvelles, sur le thème de la Shoah, ou plus précisément, selon son expression, des « traces qu’elle laisse dans nos vies ». Il publie un premier roman en 2018, toujours autour de la question de la déportation : On ne sait pas grand-chose de la vie de A., avant de se lancer dans des romans policiers « décoloniaux » où il traite des réfugiés sans papiers (La cavale de Ferddy Mbemba, 2019) et  des « bavures policières » (Quand bave la police..., 2020).
En septembre 2023, il publie un roman uchronique, Mutineries de l'imaginaire, dans lequel il imagine une survie d'une famille de Juifs déportés en 1942, l'imagination leur prêtant évasions, caches et retrouvailles, contre toute vraisemblance.
Parallèlement, il fonde une maison d'édition sans but lucratif, « L'échelle du temple ».

## Militant antiraciste
Il préside le comité de Soissons du MRAP de 1985 à 1995,. À partir de 2006, il est l'un des porte-parole du Collectif de défense des sans papiers de l'Aisne, appartenant au Réseau éducation sans frontières. Le journal L'Union rapporte qu'il est à l'initiative du Manifeste des enfants cachés, signé par des personnes juives qui ont été cachées sous l'Occupation nazie ou par leurs descendants, « en signe de solidarité à ceux qui aident les migrants, en dépit des risques pris ».
Co-président de l’UJFP en 2016-2017, il sillonne les banlieues pour des interventions antiracistes : il affirme dans une interview au Muslim Post : « En tant que juifs, dans les quartiers populaires, nous sommes extraordinairement accueillis ». Il est qualifié d'antisioniste,. Lui-même se réclame de l’héritage du Bund.
Dominique Natanson dirige, avec André Rosevègue, la publication de Une parole juive contre le racisme.
Il se définit comme antiraciste « politique et décolonial » et vient publiquement en soutien à la militante antiraciste Houria Bouteldja lorsqu’elle est accusée d’antisémitisme, signant plusieurs tribunes, et hébergeant sur son blog Mediapart la réponse de la militante à ses détracteurs.
Il publie, en 2020, un Guide du Soissons colonial qui critique l’omniprésence des noms de militaires colonialistes dans l’odonymie soissonnaise.
En 2021, il dépose plainte après la publication de son nom dans une liste intitulée « islamo-gauchistes », téléchargeable sur le site d'extrême droite Fdesouche,,. 
En octobre 2023, il figure parmi les signataires d'une tribune parue dans Libération : Frappes sur Gaza : « Vous n’aurez pas le silence des juifs de France ».

## Publications

### Mémoire
- La Mémoire juive en Soissonnais, Mémoires, 1990 (Prix Corrin contre l’oubli et la banalisation de la Shoah).
- Le Coup de sifflet du couvreur, Mémoires de jeunesse de Robert Carré de 1923 à 1946, Mémoires, 1994 (Préface et présentation).
- Guide du Soissons colonial, Éditions Syllepse et éditions de l’échelle du temple, 2020.

### Pédagogie
- J’ai vécu au XVIIIe siècle, cédérom, CNDP, 2001.
- J'enseigne, avec l'Internet, la Shoah et les crimes nazis, CRDP de Bretagne, 2002.
- Oser le travail de groupe, avec Jacques Natanson et Isabelle Andriot, Les clefs du quotidien, CRDP de Bourgogne, 2008.
- Jouer en classe en collège et en lycée, avec Marc Berthou, Fabert, 2013.
- Des ceintures pour évaluer les compétences des élèves, avec Marc Berthou, Fabert, 2014.
- Une parole juive contre le racisme (dir.), Syllepse, 2016-2018.

### Fiction
- Dernières nouvelles de l'absence, nouvelles, Le Décaèdre, 2002.
- Oubliez toutes ces histoires, nouvelles, L’Échelle du temple, 2018.
- On ne sait pas grand-chose de la vie de A., roman, L’Échelle du temple, 2018.
- La Cavale de Freddy Mbemba, polar, L’Échelle du temple, 2019.
- Quand bave la police..., polar, L’Échelle du temple, 2020.
- Mutineries de l'imaginaire, roman, L’Échelle du temple, 2023